# Keivi Pintová
Keivi Mayerlin Pintová Pintová (* 26. prosince 1979) je bývalá venezuelská zápasnice – judistka.

## Sportovní kariéra
Připravovala se v Ciudad Guayana (část Puerto Ordaz) v klubu průmyslového gigantu CVG Venalum po boku Giovanny Blancové. Ve venezuelské ženské reprezentaci se prosazovala od roku 2001 v polotěžké váze do 78 kg. V roce 2004 se kvalifikovala na olympijské hry v Athénách, kde nestačila ve druhém kole na pozdější vítězku Japonku Noriko Annovou. Od roku 2005 jí v přípravě provázela vleklá zranění a v celosvětovém měřítku se výrazně neprosazovala. Sportovní kariéru ukončila v roce 2015. Věnuje se politické práci ve venezuelském státě Bolívar.

### Vítězství na mezinárodních turnajích
- 2013 - 1x světový pohár (Salvador)

## Výsledky
| Turnaj                  | 2001           | 2002           | 2003           | 2004           | 2005           | 2006           | 2007           | 2008           | 2009           | 2010           | 2011           | 2012           | 2013           |
| Turnaj                  | 22             | 23             | 24             | 25             | 26             | 27             | 28             | 29             | 30             | 31             | 32             | 33             | 34             |
| Turnaj                  | polotěžká váha | polotěžká váha | polotěžká váha | polotěžká váha | polotěžká váha | polotěžká váha | polotěžká váha | polotěžká váha | polotěžká váha | polotěžká váha | polotěžká váha | polotěžká váha | polotěžká váha |
| ----------------------- | -------------- | -------------- | -------------- | -------------- | -------------- | -------------- | -------------- | -------------- | -------------- | -------------- | -------------- | -------------- | -------------- |
| Olympijské hry          |                |                |                | úč.            |                |                |                | —              |                |                |                | —              |                |
| Mistrovství světa       | —              |                | úč.            |                | úč.            |                | úč.            |                | úč.            | —              | úč.            |                | úč.            |
| Panamerické hry         |                |                | 3.             |                |                |                | úč.            |                |                |                | úč.            |                |                |
| Panamerické mistrovství | 5.             | 5.             | 2.             | 3.             | —              | úč.            | —              | úč.            | —              | úč.            | úč.            | úč.            | 3.             |
| Jihoamerické hry        |                | —              |                |                |                | DNS            |                |                |                | 3.             |                |                |                |
| Středoamerické a k. hry |                | 3.             |                |                |                | 3.             |                |                |                | 2.             |                |                |                |
| Bolívarské hry          | 1.             |                |                |                | 1.             |                |                |                | 1.             |                |                |                | 2.             |